# Яхович, Станислав
Станислав Яхович (пол. Stanisław Jachowicz; 17 апреля 1796, Дзиков (сейчас район г. Тарнобжега) — 24 декабря 1857, Варшава) — польский поэт и писатель, педагог, один из зачинателей польской литературы для детей и юношества, сказочник XIX века.

## Биография
Получил христианское воспитание в школе пиаристов. Затем после окончания гимназии в Станиславове, поступил на философский факультет Львовского университета. После завершения учëбы в 1818 поселился в Варшаве, работал чиновником в Генеральной прокуратуре Царства Польского. Вступил в тайный патриотический «Союз вольных поляков». После того, как власти обнаружили конспиративное общество, находился под следствием. В результате С. Яховичу было запрещено впредь занимать государственный должности.
С этого времени единственным средством существования для него стала педагогическая деятельность. До конца жизни С. Яхович работал учителем в частных домах богачей.
Занимался благотворительной деятельностью для детей, организовывал опеку над сиротами. Активно участвовал в работах Варшавского благотворительного общества.
Основатель и редактор газеты для детей «Dziennik dla Dzieci» (1830).

## Творчество
С. Яхович — видный представитель детской литературы Польши. В 1824 издал свою первую книгу — сборник из 58 сказок в стихах и рассказов морализаторского характера для детей под названием «Сказки и повести» (пол. Bajki i powieści). Хотя, он не был первым польским детским писателем, но в отличие от своих предшественников, таких как, Клементина Гофман-Танская, смог понять образ мышления ребёнка и восприятие им мира. С. Яхович был первым из польских авторов, кто
стал писать сказки для детей, заметно отличающиеся от классических сказок для взрослых.
Добился большой популярности, на его произведениях воспитывалось не одно поколение поляков. Некоторые его книги хорошо известны и сегодня.

## Избранные произведения
- Bajki i powieści (1824)
- Bajki i powiastki (тома 1-4) (1842—1847)
- Sto nowych powiastek (1853)
- Źródło wiadomości dla dziatek polskich (1849)
- Pisma różne wierszem (1853)
- Śpiewy dla dzieci (1854)
- Rady wuja dla siostrzenic (1855)
- Rozrywki dla młodzieży rzemieślniczej (vol. 1-2) (1856—1857)
- Dzieciom na pamiątkę. Wiązanka z dziejów Polski (1900) и др.